# Alan Ladd
Pour les articles homonymes, voir Ladd.
Ne doit pas être confondu avec Allan Dwan.
 (septembre 2024).
- Si vous ne connaissez pas le sujet, laissez ce bandeau (vous pouvez alors contacter les auteurs).
- Si vous supprimez le contenu mis en cause (vous pouvez préalablement contacter les auteurs),

argumentez précisément cette suppression dans la page de discussion
(un manque de référence n'est pas un argument ; une recherche réelle de référence doit avoir été effectuée, être formellement documentée).
 (septembre 2019).
Alan Walbridge Ladd est un acteur américain né le 3 septembre 1913 à Hot Springs dans l'Arkansas et mort le 29 janvier 1964 à Palm Springs en Californie.

## Biographie

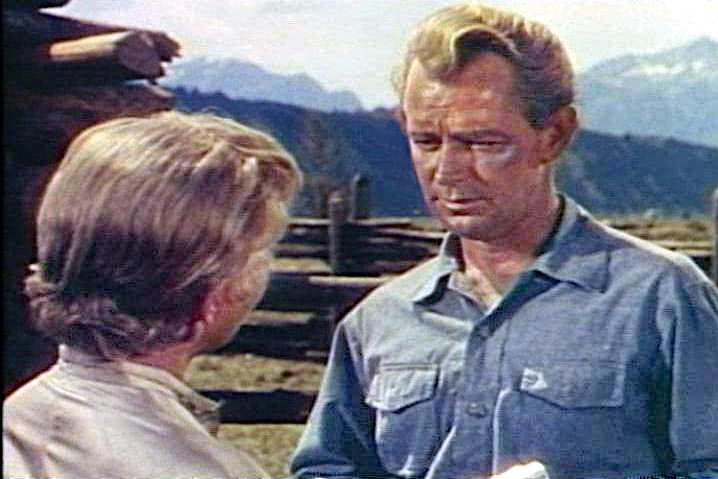
Alan Ladd et Jean Arthur dans L'Homme des vallées perdues (1953).

Sa mère, Ina Raleigh, est originaire de Grande-Bretagne. Son père était comptable et voyageur de commerce. Ladd le perdit à l'âge de trois ans. Sa mère se remaria avec un peintre en bâtiment. Peu de temps après, la famille déménagea en Californie. À huit ans, Alan Ladd cueillait des fruits et livrait les journaux.
À l'école secondaire, Alan Ladd découvrit la course à pied et la natation. En 1930, à l'âge de 17 ans, il gagna des premiers prix en natation et en plongeon à l'école secondaire North Hollywood High. Il fut graduate en 1934 à l'âge de 21 ans. En 1931, Ladd s'entraînait pour représenter les États-Unis aux Jeux olympiques de Los Angeles. Malheureusement pour lui, une blessure l'empêcha de mener à bien ses projets.
En 1936, Alan Ladd épousa son amie d'enfance Marjorie Jane (Midge) Harrold, avec qui il eut un fils : Alan Ladd Jr., producteur oscarisé. Vu leur incompatibilité de caractère, cette union fut de courte durée. Un jour, Ladd trouva sa mère alcoolique agonisante. Elle avait ingurgité du poison à fourmis.
Avant de devenir la star de la Paramount en 1942, Ladd a fait du journalisme, de la radio et de la figuration (on aperçoit Ladd parmi les reporters du film culte Citizen Kane d'Orson Welles). C'est à la radio que Ladd rencontra en 1939 sa future épouse, Sue Carol.
En 1943, Alan Ladd évita le service militaire à cause d'un ulcère et d'une double hernie. Avec sa seconde épouse (une étoile du cinéma muet et agent d'artiste) Sue Carol, ils eurent deux enfants : David Ladd (en) (acteur et producteur) et Alana Ladd (it) (actrice). Comme acteur, Ladd avait un jeu plutôt sobre, accompagné d'une voix vigoureuse. Il commença sa carrière dans des films de série B. Il fut révélé à l'écran par le film Tueur à gages (This Gun for Hire). Dans ce film noir, il donne la réplique à Veronica Lake, avec laquelle il tournera sept films. Puis il travaille à plusieurs reprises avec John Farrow et côtoie des partenaires féminines prestigieuses : Loretta Young, Dorothy Lamour, Olivia de Havilland, Deborah Kerr, Arlene Dahl et Virginia Mayo, privilégiant un cinéma d'aventures et d'action souvent de série B, même s'il a travaillé avec les vétérans Raoul Walsh, William Dieterle, Mitchell Leisen, Delmer Daves, Gordon Douglas et Michael Curtiz. Il remporta un grand succès avec le western culte L'Homme des vallées perdues (Shane, 1953). De plus, pour ce film, il a reçu en 1953 le Photoplays Gold medal comme meilleur acteur.

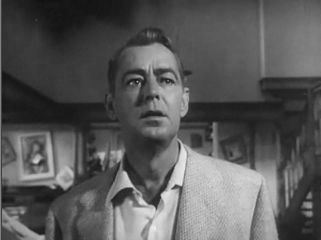
Alan Ladd dans L'Homme dans le filet (1959).

En 1954, Alan Ladd fonde la compagnie de production Jaguar (en). Par la suite, Ladd excelle dans les films de guerre [Le Tigre du ciel  (1955) et En patrouille (1958)], ainsi que le western [Le Fier rebelle (1958) et L'Or du Hollandais (1958)],  jusqu’à son dernier film, Les Ambitieux (1964).
Alan Ladd a tourné dans 85 longs-métrages, de 1932 à 1964, dont une cinquantaine en vedette à partir de 1942, auxquels il faut ajouter quelques courts-métrages et téléfilms. Il n'a jamais vraiment compris sa propre popularité. Malgré sa relative petite taille (un mètre soixante-huit, soit seulement deux centimètres de moins que Tom Cruise), son excellente condition athlétique lui permettait d’interpréter avec fougue les scènes d’action (bagarres, duels, chevauchées et fusillades). Il a pourtant décrit un jour sa constitution comme celle d'un poids plume mal nourri. Mais il était beau, avec une expression de violence contenue et de souffrance morale qui le rendait séduisant dans des rôles de bon ou de mauvais garçon, taciturne et vulnérable. Il devint star au début des années 1940 du jour au lendemain et le resta durant une vingtaine d'années. Vers la fin des années 1950 il perdit sa belle apparence, se mit à boire et tourna parfois dans quelques films moins populaires, avant de mourir à l'âge de 50 ans dans son appartement en 1964. Une expertise attribua la cause du décès à un mélange d'alcool et de sédatifs.
Un fait peu connu est qu'il a refusé le rôle de Jett Rink dans le film Géant, qui échut finalement à James Dean.
Alan Ladd repose au Law Memorial Park Cemetary à Glendale, en Californie.

### Famille
Alan Ladd est le père du producteur Alan Ladd Jr., de l’acteur et producteur David Ladd (en) et de l’actrice Alana Ladd (it). L'actrice Jordan Ladd (fille de Cheryl Ladd Stoppelmoor et de David Ladd) est la petite-fille d'Alan Ladd.

## Distinctions
- 1944 et 1950 : prix Pomme d'Or, d'acteur le plus coopératif aux Golden Apples Awards[2].
- 1953 : prix de la star masculine la plus populaire au « Photoplay Awards ».
- Golden Globes 1954 : prix Henrietta de l'acteur favori dans le monde.
- Hollywood récompensa Alan Ladd pour l'ensemble de sa carrière en lui décernant le Honorary Life Achievment Award. Pour immortaliser le nom d'Alan Ladd, l'industrie du cinéma le gratifia d'une étoile au 1601 Vine Street sur la Walk of Fame d'Hollywood.

## Rôles importants
(janvier 2023).
- Si vous ne connaissez pas le sujet, laissez ce bandeau (vous pouvez alors contacter les auteurs).
- Si vous supprimez le contenu mis en cause (vous pouvez préalablement contacter les auteurs),

argumentez précisément cette suppression dans la page de discussion
(un manque de référence n'est pas un argument ; une recherche réelle de référence doit avoir été effectuée, être formellement documentée).
Alan Ladd s’est illustré dans des films noirs, des films d’aventure, des films de guerre, des drames et des westerns. Mais son rôle le plus marquant et dont il était le plus fier demeure celui de Shane dans L'Homme des vallées perdues de George Stevens (1953).[réf. nécessaire]
Parmi ses films noirs : Tueur à gages (1942), La Clé de verre (1942). Parmi ses films d’aventure : Révolte à bord (1946) et L'Enfer au-dessous de zéro (1954). Parmi ses films de guerre : Les Héros dans l'ombre (1946) et Les Marines attaquent (en) (1960). Parmi ses drames : Le bonheur est pour demain (1944) et Le prix du silence (1949). Parmi ses westerns : Smith le taciturne (1948) et L'Aigle solitaire (1954).

## Filmographie partielle

### Années 1930
- 1932 : Tom Brown of Culver de William Wyler (non crédité)
- 1939 : Hitler - Beast of Berlin (en) de Sam Newfield : Karl Bach
- 1939 : Les Maîtres de la mer (Rulers of the Sea) de Frank Lloyd : Colin Farrell

### Années 1940
- 1940 : Howard le révolté (The Howards of Virginia) de Frank Lloyd : un voisin, non crédité
- 1940 : Passion sous les tropiques (Victory) de John Cromwell (non crédité)
- 1940 : Those Were the Days! (en) de Theodore Reed : Keg Rearick
- 1940 : Capitaine Casse-Cou (Captain Caution) de Richard Wallace : Newton
- 1940 : Her First Romance d'Edward Dmytryk : John Gilman
- 1941 : Citizen Kane d'Orson Welles : un reporter fumant la pipe, non crédité
- 1941 : Le Chat noir (The Black Cat), d'Albert S. Rogell : Richard Hartley
- 1941 : Paper Bullets (en) de Phil Rosen : Jimmy Kelly aka Bill Dugan
- 1941 : L'aventure commence à Bombay (They met in Bombay) de Clarence Brown : un soldat britannique, non crédité
- 1942 : Jeanne de Paris (Joan of Paris) de Robert Stevenson : 'Baby'
- 1942 : Tueur à gages (This Gun for Hire) de Frank Tuttle : Philip Raven
- 1942 : La Clé de verre (The Glass Key) de Stuart Heisler : Ed Beaumont
- 1942 : Jordan le révolté (Lucky Jordan) de Frank Tuttle : Lucky Jordan
- 1942 : Au Pays du rythme (Star Spangled Rhythm) de George Marshall
- 1943 : Le Défilé de la mort (China) de John Farrow : David Jones
- 1944 : Le bonheur est pour demain (And Now Tomorrow) d'Irving Pichel : docteur Merek Vance
- 1945 : Sa dernière course (Salty O'Rourke) de Raoul Walsh : Salty O'Rourke
- 1945 : Duffy's Tavern de Hal Walker : lui-même
- 1946 : Révolte à bord (Two Years Before the Mast) de John Farrow : Charles Stewart
- 1946 : Le Dahlia bleu (The Blue Dahlia) de George Marshall : Johnny Morrison
- 1946 : Les Héros dans l'ombre (O.S.S.) d'Irving Pichel : Philip Masson / John Martin
- 1947 : La Brune de mes rêves (My Favorite Brunette) d'Elliott Nugent : Sam McCloud, le voisin détective privé de Ronnie, non crédité
- 1947 : Meurtres à Calcutta (Calcutta) de John Farrow : Neale Gordon
- 1947 : Hollywood en folie (Variety Girl) de George Marshall : lui-même
- 1947 : Les Corsaires de la terre (Wild Harvest) de Tay Garnett : Joe Madigan
- 1948 : Trafic à Saïgon (Saigon) de Leslie Fenton : Major Larry Briggs
- 1948 : Retour sans espoir (Beyond Glory) de John Farrow : Capitaine Rockwell "Rocky" Gilman
- 1948 : Smith le taciturne (Whispering Smith) de Leslie Fenton : Luke Smith
- 1949 : Le Prix du silence (The Great Gatsby) d'Elliott Nugent : Jay Gatsby
- 1949 : Enquête à Chicago (Chicago Deadline) de Lewis Allen : Ed Adams

### Années 1950
- 1950 : Le Dénonciateur (Captain Carey, U.S.A.) de Mitchell Leisen : Capitaine Webster Carey
- 1951 : Marqué au fer (Branded) de Rudolph Maté : Choya
- 1951 : Échec au hold-up (Appointment with Danger) de Lewis Allen : Commissaire Al Goddard
- 1951 : Montagne rouge (Red Mountain) de William Dieterle : Capitaine Brett Sherwood
- 1952 : La Maîtresse de fer (The Iron Mistress) de Gordon Douglas : Jim Bowie
- 1952 : Tonnerre sur le temple (Thunder in the East) de Charles Vidor : Steve Gibbs
- 1953 : Les Bagnards de Botany Bay (Botany Bay) de John Farrow : Hugh Tallant
- 1953 : La Légion du Sahara (Desert Legion) de Joseph Pevney : Paul Lartal
- 1953 : L'Homme des vallées perdues (Shane) de George Stevens : Shane
- 1953 : Les Bérets rouges (The Red Beret) de Terence Young : Steve "Canada" McKendrick
- 1954 : L'Enfer au-dessous de zéro (Hell Below Zero) de Mark Robson : Duncan Craig
- 1954 : La Brigade héroïque (Saskatchewan) de Raoul Walsh : Thomas O'Rourke
- 1954 : Le Serment du chevalier noir (The Black Knight) de Tay Garnett : John
- 1954 : L'Aigle solitaire (Drum Beat) de Delmer Daves : Johnny MacKay
- 1955 : Le Tigre du ciel (The McConnell Story) de Gordon Douglas : Capitaine Joseph C. "Mac" McConnell, Jr
- 1955 : Colère noire (Hell on Frisco Bay) de Frank Tuttle : Steve Rollins
- 1956 : Santiago de Gordon Douglas : Caleb 'Cash' Adams
- 1957 : Les Loups dans la vallée (The Big Land) de Gordon Douglas : Chad Morgan
- 1957 : Ombres sous la mer (Boy on a Dolphin) de Jean Negulesco : le docteur James Calder
- 1958 : En patrouille (The Deep Six) de Rudolph Maté : Alexander 'Alec' Austen
- 1958 : Le Fier Rebelle (The Proud Rebel) de Michael Curtiz : John Chandler
- 1958 : L'Or du Hollandais (The Badlanders) de Delmer Daves : Peter Van Hoek
- 1959 : L'Homme dans le filet (The Man in the Net) de Michael Curtiz : John Hamilton

### Années 1960
- 1960 : Tonnerre sur Timberland (Guns of the Timberland) de Robert D. Webb : Jim Hadley
- 1960 : Les Marines attaquent (en) (All the Young Men) de Hall Bartlett : Sergent Kincaid
- 1960 : Les Hors-la-loi (One Foot in Hell) de James B. Clark : Mitch Garrett
- 1961 : Les Horaces et les Curiaces (Orazi e Curiazi) de Ferdinando Baldi et Terence Young : Horace
- 1962 : Lutte sans merci (13 West Street)) de Philip Leacock : Walt Sherill
- 1964 : Les Ambitieux (The Carpetbaggers) d'Edward Dmytryk : Nevada Smith

## Citations
« If you can figure out my success on the screen, you're a better man than I! »
« Gare, gare, gare, Gary Cooper
s'approche du ravin d'l'enfer
fais attention pauvre crétin
car Alan Ladd n'est pas très loin
à 500 mètres il loge une balle
dans un croûton de pain. »
Boris Vian, Cinématographe.

## Sources
- Jean Tulard, Dictionnaire du cinéma : les acteurs, 2002, Robert Laffont, p. 618-619  (ISBN 2-221-10259-2).
- Alan Ladd Life, Université d'État de l'Arkansas, 2006.